# Château de Meylandt
Le château de Meylandt est situé à Heusden sur le territoire de la commune de Heusden-Zolder, qui fait partie de la province de Limbourg.
Érigé en 1385 par Arnold Fabri van Kuringen, il était en ruines, brûlé par les guerres, lorsque Gaspard de Voorst l'acquit en 1664. Il fut restauré par son gendre, Gilles Bernard de Stier, Bourgmestre de Liège. Ruiné à nouveau par un incendie, il fut restauré par Arnould-Léon de Theux qui l'avait acquis par mariage. Son arrière-petit-fils, le comte Barthélémy de Theux de Meylandt en hérita en 1842 et le fit reconstruire en lui donnant son aspect actuel. 
En 1959, le château de Meylandt est devenu propriété de la commune de Heusden-Zolder.